# Подводные лодки типа L
Подводные лодки типа L (англ. British L class submarines) — британские подводные лодки времён обеих мировых войн, модернизация типа E. Выпускались в трёх сериях. Большая часть участвовала в завершающих этапах Первой мировой войны, оказывала помощь русскому Белому движению в годы Гражданской войны в России. Почти все подводные лодки были разобраны в 1930-е годы, но три из них использовались в качестве учебных в годы Второй мировой войны.

## История строительства
Изначально было запланировано строительство 73 подводных лодок, из них на воду были спущены 34, а достроены и вошли в строй — 27, в том числе 17 — уже после окончания Первой мировой войны. Корабли строились тремя сериями, существенно различавшимися по характеристикам и вооружению. Лодки типа L являлись прямым продолжателем типа E, HMS L1 и HMS L2 изначально даже имели обозначения, соответственно, E57 и E58, однако к тому времени в них накопилось такое количество модернизаций, что корабли выделили в отдельный тип.

## Сравнительные характеристики
| Параметр                            | Группа 1                                                 | Группа 2 | Группа 3                                                      |
| ----------------------------------- | -------------------------------------------------------- | --- | ------------------------------------------------------------- |
| Водоизмещение, т стандартное/полное | 904 / 1091                                               | 904 / 1091 | 975 / 1168                                                    |
| Длина, м                            | 68                                                       | 69 | 70,26                                                         |
| Скорость, узлы                      | 17,3                                                     | 17 | 17,5                                                          |
| Экипаж, чел.                        | 35                                                       | 38 | 44                                                            |
| Дальность, мор. мили                | 2800 (10 узлов)                                          | 2800 (10 узлов) | 4800 (8 узлов)                                                |
| Торпедное вооружение                | 6 ТА калибра 450 мм (4 носовых, 2 траверзных), 10 торпед | 4 ТА калибра 533 мм (носовые), 8 торпед 2 ТА калибра 450 мм (траверзные), 2 торпеды, или 16 мин вместо 533-мм торпед | 6 ТА калибра 533 мм (все носовые), 12 торпед                  |
| Артиллерия                          | 1 орудие калибра 4" (102 мм) Mark XII                    | 1 орудие калибра 4" (102 мм) Mark XII                                                                                | 2 орудия калибра 4" (102 мм) Mark XII, впоследствии Mark XXII |

## Представители
Первая серия
- HMS L1
- HMS L2
- HMS L3
- HMS L4
- HMS L5
- HMS L6
- HMS L7
- HMS L8

Вторая серия
- HMS L9
- HMS L10
- HMS L11
- HMS L12
- HMS L14
- HMS L15
- HMS L16
- HMS L17
- HMS L18
- HMS L19
- HMS L20
- HMS L21
- HMS L22
- HMS L23
- HMS L24
- HMS L25
- HMS L26
- HMS L27
- с L28 по L32 начинались строиться, но были разобраны
- HMS L33
- с L34 по L35 и L50-L51 были заказаны, но отменены
- с L36 по L49 планировались, но не были заказаны

Третья серия
- HMS L52
- HMS L53
- HMS L54
- HMS L55
- HMS L56
- HMS L69
- HMS L71
- L57-L66, L70, L72-L74 были отменены
- Заделы для строительства L67 и L68 были использованы для постройки подлодок ВМС Королевства Югославия «Храбри» и «Небойша» (обе относятся к типу «Храбри»).